# SV Arnoldi 01 Gotha
SV Arnoldi 01 Gotha was een Duitse voetbalclub uit de stad Gotha, Thüringen, die bestond van 1901 tot 1945.

## Geschiedenis
De club werd in 1901 opgericht als FC Gotha 01. In 1907 ging de club in de Thüringse competitie spelen. Na twee seizoenen, zonder veel succes werd deze competitie opgesplist en ging de club in de tweede klasse van de Noord-Thüringse competitie spelen. Na één seizoen promoveerde de club en werd meteen groepswinnaar. De finale om de algemene titel verloren ze wel met 5-1 van Erfurter SC 1895. Na dit seizoen werd de naam gewijzigd in SV 1901 Gotha. Het volgende seizoen werd de club opnieuw groepswinnaar en verloor opnieuw de titelfinale van Erfurter SC. In 1913 speelde de club in dezelfde club als Erfurter SC en werd opnieuw groepswinnaar en won nu de titelfinale van FC Saxonia Erfurt. Hierdoor plaatste de club zich voor de Midden-Duitse eindronde, waar ze in de eerste ronde verloren van FC Carl Zeiss Jena. In 1914 werd de club tweede in zijn groep. Na dit seizoen werd de Wartburgse competitie opgericht, waar de club nu ging spelen. Door het uitbreken van de Eerste Wereldoorlog ging de competitie wel pas in 1915 van start. De club werd laatste, terwijl stadsrivaal FC Wacker 1907 de titel won. Na nog een plaats in de middenmoot werd de club in 1918 tweede. In november 1917 sloot FC Sportfreunde im Jugendverein 1916 Gotha zich bij de club aan. Deze club had de voorbije twee jaar ook aan de competitie deelgenomen en was in 1917 vicekampioen geworden. 
In 1918 werd de competitie hervormd en gingen uit Wartburg SV 1901 en Wacker 07 in de nieuwe Thüringenliga spelen, die in 1919 omgevormd werd tot Kreisliga Thüringen. Na een paar middelmatige seizoenen werd de competitie in 1922/23 in vier groepen verdeeld en kon de club groepswinnaar worden. In de halve finale versloeg de club SC 1903 Weimar en in de finale SpVgg 02 Erfurt waardoor de club zich plaatste voor de Midden-Duitse eindronde. Hier verloren ze echter van VfB Leipzig. Na dit seizoen werd de Kreisliga afgevoerd en werden de competities van voor 1918 in ere hersteld. De club ging nu in de Gauliga Wartburg spelen. De club werd twee keer op rij kampioen, maar kon in de eindronde geen potten breken. Na twee tweede plaatsen achter Preußen Langensalza werd de club in 1928 een laatste keer kampioen. In de eindronde versloeg de club VfL 08 Duderstadt, maar verloor dan van Wacker Gera. Na nog een tweede plaats in 1929 verzeilde de club enkele jaren in de middenmoot. In 1931 werd de naam gewijzigd in SV Arnoldi 01 Gotha. In 1933 werd de competitie grondig hervormd. De vele Midden-Duitse competities werden vervangen door de Gauliga Mitte en Gauliga Sachsen. De clubs uit Wartburg werden niet sterk genoeg bevonden voor de Gauliga Mitte en voor de  Bezirksklasse Thüringen kwalificeerden zich slechts twee clubs. De derde plaats volstond in principe niet, maar toch kreeg de club de voorkeur op vicekampioen SSV 07 Schlotheim. De club werd laatste in de Bezirksklasse en degradeerde meteen. In 1936 werd de club kampioen maar kon via de eindronde geen promotie afdwingen.
Na de Tweede Wereldoorlog werden alle Duitse voetbalclubs ontbonden. Arnoldi werd niet meer heropgericht.

## Erelijst
Kampioen Noord-Thüringen
1913
Kampioen Wartburg
1924, 1925, 1928